# Publio Cornelio Cosso (tribuno consolare 408 a.C.)
Publio Cornelio Cosso (Roma, ... – ...; fl. V secolo a.C.) è stato un politico romano del V secolo a.C..

## Tribunato consolare
Nel 408 a.C. fu eletto tribuno consolare con Gaio Servilio Strutto Ahala e Gaio Giulio Iullo.
Gli Equi ed i Volsci, cui era stato tolto il presidio di Verrugine  e razziati i territori, organizzarono un esercito per combattere i romani, e lo disposero davanti ad Anzio, la più attiva nell'organizzazione della campagna militare.
Dopo lunghe discussioni, con il parere contrario di Gaio Giulio e Publio Cornelio, alla fine a Roma si arrivò alla nomina di un dittatore per la conduzione della campagna militare contro Anzio.
(Tito Livio, "Ab Urbe Condita", IV, 4, 55)
Il terzo Tribuno consolare, Gaio Servilio, nominò dittatore Publio Cornelio Rutilo Cosso, che a sua volta, scelse Gaio Servilio come Magister Equitum.
L'esercito romano ebbe facilmente ragione dell'esercito nemico.